# Riptide (cómic)
Riptide (Janos Quested) —también conocido en España como Marea— es un supervillano ficticio que aparece en los cómics estadounidenses publicados por Marvel Comics, generalmente aquellos relacionados con la franquicia X-Men. 
Es retratado por Álex González en la película X-Men: primera generación.

## Historial de publicación
Riptide apareció por primera vez en Uncanny X-Men # 211 (noviembre de 1986), y fue creado por Chris Claremont, John Romita Jr. y Dan Green.
El personaje aparece posteriormente en The Uncanny X-Men # 240-241 (enero a febrero de 1989), # 243 (abril de 1989), X-Man # 13 (marzo de 1996), Gambit # 9 (octubre de 1999), X-Men y Power Pack # 4 (marzo de 2006), X-Men # 200-203 (agosto a noviembre de 2007), New X-Men # 44-45 (enero de 2008), X-Men # 205-206 (enero a febrero de 2008), Nuevos X-Men # 46 (marzo de 2008) y X-Factor # 27 (marzo de 2008).
Riptide apareció como parte de la entrada "Merodeadores" en el Official Handbook of the Marvel Universe Deluxe Edition #18.

## Biografía ficticia
Riptide es miembro de los Merodeadores, un equipo de villanos reunidos por el ladrón mutante Gambito, a petición de Mr. Siniestro.
Después de que Siniestro despachara a los Merodeadores a las alcantarillas, bajo la Ciudad de Nueva York para matar al colectivo de mutantes subterráneos conocido como los Morlocks, Riptide fue responsable de herir severamente a los miembros de los X-Men, Nightcrawler y Colossus. Habiendo visto los resultados de las acciones de Riptide (el poder mutante de Riptide de lanzar bombardeos de proyectiles afilados le había permitido matar más Morlocks en cualquier momento que cualquier otro Marauder), Colossus había sido empujado cerca de su punto de ruptura emocional. Colossus se enfureció aún más cuando Riptide resultó gravemente herido Nightcrawler, y finalmente rompió cuando Harpoon mutiló a su exnovia, Shadowcat. Colossus se lanzó contra Harpoon para sacar venganza, pero Riptide se interpuso en su camino, creyendo que su poder caería sobre el mutante ruso. Se jactaba de Colossus de que los vientos de la fuerza del huracán podrían perforar un pedazo de paja a través de un sólido roble y que su hilado hizo que sus hojas volaran aún más rápido que eso. A pesar de haber sido golpeado por un diluvio de cuchillas que penetraron en su piel blindada, Colossus logró llegar a un Riptide incrédulo, se apoderó de su garganta y le rompió el cuello. Sin embargo, Mr. Siniestro pudo clonar a los Merodeadores gracias a muestras de su ADN, y Riptide volvió a morir una vez más durante el evento conocido como el Infierno.
Otra banda de Marauders clonados, incluyendo Riptide, atacó más tarde al mutante conocido como Threnody, pero fueron derrotados por Nate Grey, el X-Man. Un equipo de clones de Merodeadores también defendió una de las bases secretas de Siniestro contra un Incursión de Gambito, el mutante Courier y Sabretooth.

### Después de M-Day
Después de los acontecimientos de M-Day, en el cual una enferma mental, Bruja Escarlata eliminó el gen mutante de la mayoría de la población mutante del mundo, el clon de Riptide conservó sus poderes. El clon de Riptide regresa junto a los nuevos Merodeadores.
Riptide asiste a Siniestro en sus intentos de eliminar mutantes con conocimiento del futuro. Riptide mata a Quiet Bill mientras ambos están en un ascensor.
Más tarde, durante la historia "Messiah Complex", es parte de la batalla final en Muir Isle. Parece ser consciente de que su cuello se había roto antes. Lucha contra Wolfsbane, lo golpea y le da heridas superficiales antes de que el Profesor X lo deje inconsciente.

## Poderes y habilidades
Riptide es un mutante con la habilidad para hacer girar su cuerpo a un ritmo increíblemente rápido. También tiene la capacidad de generar un incremento de calcio, haciendo que sus huesos sobresalgan a través de su piel, a menudo en forma de shurikens y picos. Cuando gira, Riptide puede liberar estos huesos; la velocidad de su giro hace que estos huesos se manifiesten como misiles letales capaces de atravesar incluso el acero.

## Adaptaciones

### Televisión
- Riptide se ve brevemente en el tercer episodio de Marvel Anime: X-Men. Se le muestra en un flashback como un niño de América del Sur. Emma Frost le enseñó cómo controlar sus poderes de torbellino.

### Películas
- En la cinta X-Men Origins: Wolverine, Riptide hace un cameo sin acreditar (interpretado por un desconocido «Posiblemente: Jesse Eisenberg») como uno de los mutantes prisioneros de Stryker.
- El actor Álex González interpreta a Riptide en la película de 2011 X-Men: primera generación.[3] En la película, Riptide es un mutante con la capacidad de crear poderosos torbellinos con sus manos y también al girar su cuerpo a gran velocidad. Es visto como un seguidor de Sebastian Shaw y miembro del Club Fuego Infernal. Después de que Sebastian Shaw es asesinado por Magneto, Riptide (junto con Angel Salvadore, Mystique, Emma Frost y Azazel) se unen con Magneto formando la Hermandad de Mutantes.